# Elachista agelensis
Elachista agelensis es una polilla de la familia Elachistidae. Se encuentra en Francia, Italia y la República Checa.

## Taxonomía
- Reino: Animalia
- Filo: Arthropoda
- Clase: Insecta
- Orden: Lepidoptera
- Familia: Elachistidae
- Género: Elachista
- Especie: E. agelensis[3]

## Descripción
La Elachista agelensis es una polilla muy pequeña, con una envergadura de alas de solo 3-4 mm. Las alas anteriores son de color marrón oscuro con manchas blancas y negras, y las alas posteriores son de color gris. Las larvas son de color verde y se alimentan de las hojas de las plantas del género Agrostis.

## Distribución y hábitat
La Elachista agelensis es una especie endémica de la isla de Tenerife en las Islas Canarias, España. Se encuentra en las zonas de alta montaña, entre 1.500 y 2.000 metros de altitud.

## Comportamiento
La Elachista agelensis es una especie nocturna que se alimenta de polen y néctar. Las larvas viven dentro de las hojas de las plantas huésped y las pupas se forman dentro de un capullo de seda.

## Ciclo de vida
El ciclo de vida de la Elachista agelensis es relativamente corto. Los adultos emergen en primavera y verano, y las larvas se desarrollan durante unas semanas. Las pupas pasan el invierno y los adultos emergen la siguiente primavera.

## Estado de conservación
La Elachista agelensis es una especie poco común y se encuentra en peligro de extinción. Las principales amenazas para la especie son la pérdida de hábitat debido a la agricultura y el desarrollo urbano, así como el uso de pesticidas.